# 여가 (여왕)
여왕 여가(呂王 呂嘉, ? ~ 기원전 180년?)는 전한의 이성 제후왕으로, 전한 고제의 외척 여씨 일족이며 여나라의 2대 왕이다.
고황후의 오라버니 여택의 장자인 여숙왕 여태의 아들로, 아버지가 고후 2년 11월(기원전 187년)에 죽자 그 뒤를 이어 여나라 왕이 되었다. 그러나 행실이 교만하다 하여 고후 6년(기원전 182년)에 재위 5년 만에 폐위되었고, 숙부 여산이 후임 여왕이 되었다.

## 가계

### 관련 인물
| - 여록 - 여문 - 여산 - 여석지 | - 여치 - 여태 - 여택 - 여통 |